# Wismarbucht und Salzhaff
Wismarbucht und Salzhaff este o arie protejată (arie de protecție specială avifaunistică — SPA) din Germania întinsă pe o suprafață de 42.483 ha, integral pe uscat.

## Localizare
Centrul sitului Wismarbucht und Salzhaff este situat la coordonatele 54°00′18″N 11°22′04″E / 54.005°N 11.3678°E.

## Înființare
Situl Wismarbucht und Salzhaff a fost declarat arie de protecție specială avifaunistică în aprilie 2008 pentru a proteja 46 de specii de animale.

## Biodiversitate
Situată în ecoregiunea continentală, aria protejată nu include niciun habitat protejat.
La baza desemnării sitului se află mai multe specii protejate de  păsări (46): pescăruș albastru (Alcedo atthis), Anas strepera strepera, Anser albifrons albifrons, gâscă cenușie (Anser anser), rața moțată (Aythya fuligula), Aythya marila, buhai de baltă (Botaurus stellaris stellaris), Bucephala clangula, prundaș gulerat mare (Charadrius hiaticula), barză albă (Ciconia ciconia ciconia), erete de stuf (Circus aeruginosus), cristeiul de câmp (Crex crex), Cygnus columbianus bewickii, lebădă de iarnă (Cygnus cygnus), lebădă de vară (Cygnus olor), ciocănitoarea de stejar (Dendrocopos medius), ciocănitoare neagră (Dryocopus martius), muscar (Ficedula parva), Fulica atra atra, Grus grus grus, scoicar (Haematopus ostralegus), codalb (Haliaeetus albicilla), sfrâncioc roșiatic (Lanius collurio), pescăruș sur (Larus canus), pescăruș-cu-cap-negru (Larus melanocephalus), sitar de mal nordic (Limosa lapponica), ciocârlie de pădure (Lullula arborea), ferestraș mic (Mergus albellus), Mergus merganser merganser, Mergus serrator, gaia roșie (Milvus milvus), vultur pescar (Pandion haliaetus), viespar (Pernis apivorus), notatița cu ciocul subțire (Phalaropus lobatus), Podiceps auritus auritus, cresteț pestriț (Porzana porzana), ciocântors (Recurvirostra avosetta), lăstun de mal (Riparia riparia), eider (Somateria mollissima), chiră mică (Sterna albifrons), chiră de baltă (Sterna hirundo), Sterna paradisaea, chiră de mare (Sterna sandvicensis), silvie porumbacă (Sylvia nisoria), călifar alb (Tadorna tadorna), fluierarul cu picioare roșii (Tringa totanus).